# Jerzy Lewandowski (prawnik)

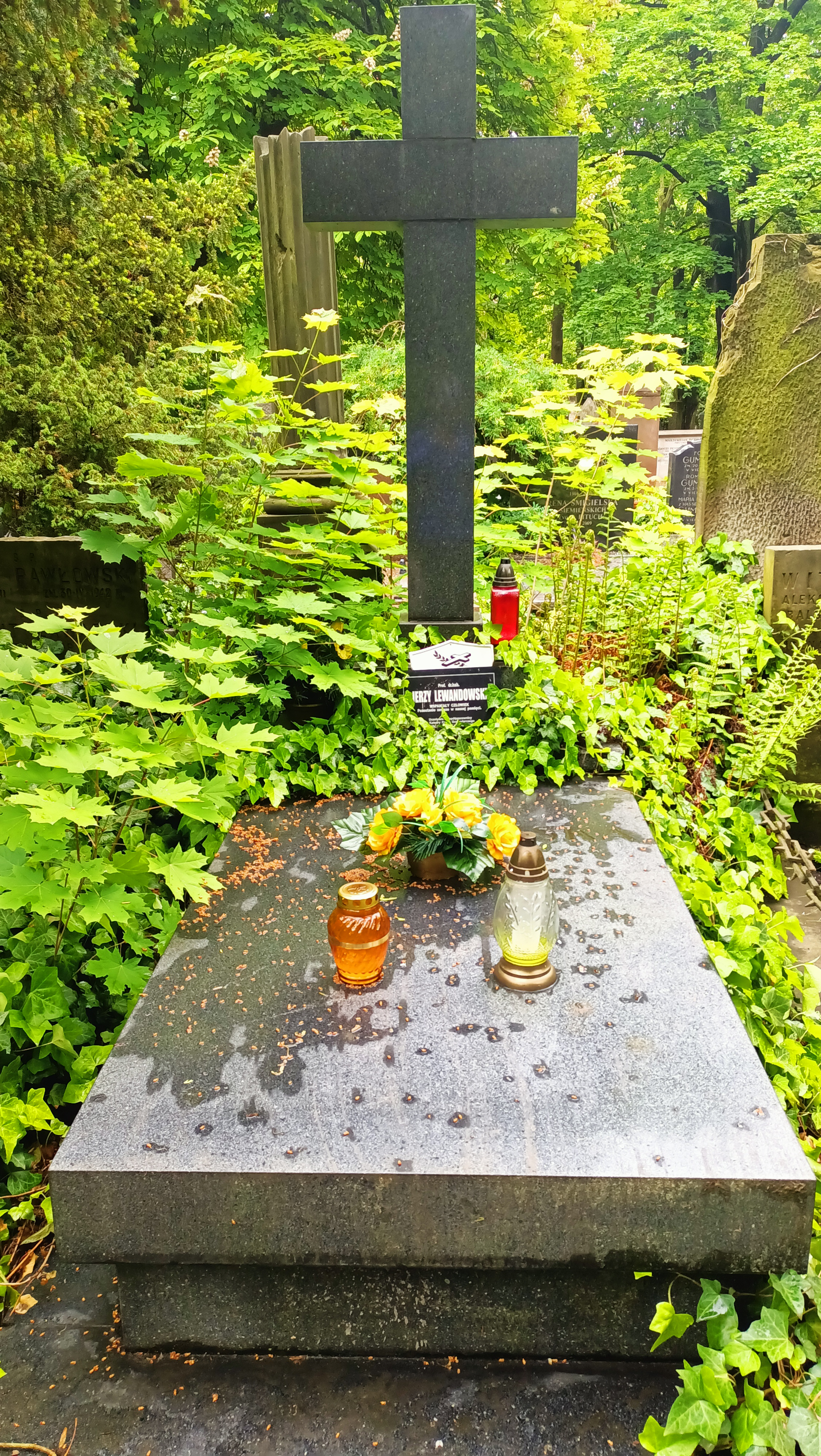
Grób Jerzego Lewandowskiego na cmentarzu Powązkowskim

Jerzy Maciej Lewandowski (ur. 21 lutego 1926 w Warszawie, zm. 11 maja 2011) – polski prawnik i ekonomista, prof. zw. dr. hab., dziekan Wydziału Handlu Wewnętrznego SGPiS, wieloletni kierownik Katedry Prawa Gospodarczego oraz Zakładu Prawa Cywilnego i Handlowego SGH w Warszawie. 
W 1944 roku ukończył tajne komplety w I Państwowym Gimnazjum i Liceum im. Stefana Batorego w Warszawie. Był absolwentem SGH (1948) i Wydziału Prawa UW (1952). Od 1960 roku należał do PZPR. W 1975 otrzymał tytuł profesora.
Został pochowany na cmentarzu Powązkowskim w Warszawie (kwatera 199-4-24).

## Wybrana bibliografia autorska
- Elementy prawa (Wydawnictwa Szkolne i Pedagogiczne, Warszawa, 1994) (około 11 wznowień)
- Encyklopedia prawa w zarysie (Oficyna Wydawnicza Szkoły Głównej Handlowej, Warszawa, 1995)